# Heure double
Dans le monde chinois les heures doubles représentaient un système de division de la journée. Comme son nom le suggère, l'heure double correspondait à une durée de deux heures, avec par conséquent douze heures doubles par journée.

## Position des heures doubles
À l'instar des saisons qui étaient centrées sur les solstices et les équinoxes, les heures doubles étaient centrées sur le minuit et le midi en heure locale ainsi que les autres heures paires de la journée. La première heure double d'une journée commençait à 23 h 00 de la journée précédente et se poursuivait jusqu'à une heure du matin.

## Nom des heures doubles
Le nom des heures doubles correspond aux noms des douze branches terrestres, la première heure étant nommée selon le nom de la première branche terrestre (zi), et ainsi de suite. La dénomination des heures doubles est donc :
| Heure double | Nom chinois | Nom chinois latinisé | Nom japonais (on et kun) | Nom coréen | Nom vietnamien |
| ------------ | ----------- | -------------------- | ------------------------ | ---------- | -------------- |
| 23 h-1 h     | 子          | zǐ                   | shi ne                   | 자 ja      | tý (Tí)        |
| 1 h-3 h      | 丑          | chǒu                 | chū ushi                 | 축 chuk    | sửu            |
| 3 h-5 h      | 寅          | yín                  | in tora                  | 인 in      | dần            |
| 5 h-7 h      | 卯          | mǎo                  | bō u                     | 묘 myo     | mão (mẹo)      |
| 7 h-9 h      | 辰          | chén                 | shin tatsu               | 진 jin     | thìn           |
| 9 h-11 h     | 巳          | sì                   | shi mi                   | 사 sa      | tỵ             |
| 11 h-13 h    | 午          | wǔ                   | go uma                   | 오 o       | ngọ            |
| 13 h-15 h    | 未          | wèi                  | mi hitsuji               | 미 mi      | mùi            |
| 15 h-17 h    | 申          | shēn                 | shin saru                | 신 sin     | thân           |
| 17 h-19 h    | 酉          | yǒu                  | yū tori                  | 유 yu      | dậu            |
| 19 h-21 h    | 戌          | xū                   | jutsu inu                | 술 sul     | tuất           |
| 21 h-23 h    | 亥          | hài                  | gai i                    | 해 hae     | hợi            |

En sus des heures doubles existaient pour les nuits des « veilles de garde » (geng), invariablement au nombre de cinq. La durée de la nuit variant avec la saison, la durée des veilles variait au cours de l'année, allant de une heure 40 environ en été à 2 heures 35 en hiver. Une autre subdivision de la journée était le ke, correspondant à un centième de journée, soit 14 minutes et 24 secondes.

## Référence
- (en) Francis Richard Stephenson et David A. Green, Historical supernovae and their remnants, Oxford, Oxford University Press, 2002, 252 p. (ISBN 0198507666), pages 15 et 16.